# Cappella musicale Pia Lateranense
La Cappella musicale Pia Lateranense è il coro polifonico in servizio presso la Basilica di San Giovanni in Laterano in Roma.

## Storia
La fondazione della prima schola cantorum lateranense si deve a Papa Gregorio I (San Gregorio Magno, 590-604), al fine di conservare la prassi e la tradizione musicale della Cattedrale romana. Tuttavia, il primo tentativo di organizzazione sistematica dell'attività liturgico-musicale presso la Basilica laterana risalirebbe addirittura a Papa Damaso (366-384).
Sarà il Cardinale Giovanni Domenico De Cupis, Arciprete della Basilica, a fondare, nel 1543, ufficialmente, la Cappella musicale, dopo che la Schola aveva interrotto la propria attività a causa del trasferimento della corte papale ad Avignone. La soppressione della Schola infatti si deve a un decreto di Papa Urbano V (1310-1370). L'attuale denominazione si deve a un breve di Papa Pio VI del 29 settembre 1784 (di qui l'aggiunta di "Pia"), mentre l'elevazione a Cappella Musicale Pontificia si deve a Papa Pio VII, mediante un breve del 22 luglio 1801 che la equiparò di fatto alla Cappella musicale pontificia sistina. A differenza di quest'ultima, presso il Laterano sin dal XVI secolo si era affermato l'uso dell'organo, suonato tra gli altri da Girolamo Frescobaldi (1583-1643), Paolo Animuccia (1550) e Bernardino Lupacchino (1552). 
Tra i Maestri di Cappella, oltre al Frescobaldi si annoverano Orlando di Lasso che ricoprì la carica dal 1553 al 1555 e Giovanni Pierluigi da Palestrina, Maestro dall'ottobre 1555 al 1560.

### Maestri di cappella
- Robin Mallapert, (1548-1549)
- Paolo Animuccia (1550-1552)
- Bernardino Lupacchino del Vasto (1552-1553)
- Orlando di Lasso (1553-1554)
- Giovanni Pierluigi da Palestrina (1555-1560)
- Annibale Zoilo (1561-1570)
- Bartolomeo Le Roy (1570-1572)
- Francesco Roselli (1571-1573)
- Adriani Francesco da San Severino (1573-1575)
- Annibale Stabile (1575-1576)
- Giovanni Dragoni (1576-1598)
- Francesco Soriano (1599-1601)
- Mancini Curzio (1601-1603)
- Giovanni Francesco Anerio (1603-1605)
- Stefano Fabri seniore (1605-1607)
- Abbondio Antonelli (1611-1613)
- Giacomo Benincasa (1613-1620)
- Cristofano Guizzardi (1620-1622)
- Antonio Cifra (1622-1623; 1625-1626)
- Giuseppe Olivieri (1623-1624)
- Oliveira de Antonio (1626)
- Antonio Maria Abbatini (1627-1629)
- Orazio Verini (1629)
- Virgilio Mazzocchi (1629)
- Dionisio Cavallari (1629-1639)
- Francesco Foggia (1636-1661)
- Giuseppe Corsi da Celano (1661-1665)
- Ercole Bernabei (1665-1667)
- Giovanni Battista Giansetti (1667-1675)
- Giovanni Bicilli (1675-1684)
- Giovanni Battista Bianchini (1684-1708)
- Giuseppe Ottavio Pitoni (1708)
- Giovanni Giorni (1719)
- Francesco Gasparini (1725)
- Girolamo Chiti (1726)
- Giovanni Battista Casali (1759)
- Pasquale Anfossi (1791)
- Marco Cantucci (1797)
- Pietro Terziani (1816)
- Giovanni Molinari (1838)
- Salvatore Merluzzi (1838)
- Gaetano Capocci (1855-1898)
- Filippo Capocci (1898-1911)
- Raffaele Casimiri (1911-1943)
- Lavinio Virgili (1943-1975)
- Laureto Bucci (1975-1985)
- Marco Frisina dal 1985

## Attività attuale
Nel 1987 il Cardinale Vicario Ugo Poletti sospese ufficialmente l'attività della gloriosa Cappella, che attualmente è proseguita da una formazione che ne riprende la denominazione pur con uno status giuridico incerto. L'attuale coro, composto da 32 cantori e da due organisti, continua il servizio nelle domeniche e nelle feste sotto la guida di Mons. Marco Frisina.